# 25403 Carlapiazza
25403 Carlapiazza (tên chỉ định: 1999 VE31) là một tiểu hành tinh vành đai chính. Nó được phát hiện bởi dự án Nghiên cứu tiểu hành tinh gần Trái Đất Lincoln ở Socorro, New Mexico, ngày 3 tháng 11 năm 1999. Nó được đặt theo tên Carla Piazza, an American educator ở Saginaw, Michigan.